# Тариф «Новогодний»
«Тари́ф „Нового́дний“» («Тариф Новогодний», «Тариф новогодний») — российская новогодняя комедия с элементами фантастики. Фильм вышел в прокат 4 декабря 2008 года.

## Сюжет
Канун Нового 2009 года. Андрей возвращается из длительной командировки из Австрии, где работал переводчиком и теряет телефон. В салоне МТС странная продавщица вместе с телефоном предлагает в подарок «Тариф новогодний». Позднее он встречается со своими друзьями Вадимом и Котом на Красной площади и по старой традиции, звонит на неизвестный номер, чтобы поздравить незнакомого человека, поскольку ранее от него к лучшему другу Вадиму ушла его девушка — Маша. Однако он попадает на расстроенную девушку-скрипачку Алёну, которую только что бросил любимый человек. Он успокаивает её, попутно познакомившись и позвонив на следующий день предлагает ей встретиться на катке, тогда как его подтрунивают друзья. Саму Алёну поддерживает в её начинаниях лучшая подруга Рита.
Однако встреча заканчивается ничем, так как они перепутали катки. При этом они не обращают внимания на мелочи вроде невозможности Алёны дозвониться до Андрея или набрать СМС. Позднее они принимают решение встретиться у памятника, но сталкиваются с необычным — по словам Алёны, памятник закрыт и находится на реконструкции, тогда как Андрей стоит напротив открытого для обозрения памятника, что он показывает посредством видеозвонка. Таким образом они понимают, что Алёна живёт в 2008 году, тогда как Андрей уже в 2009 году. После «свидания» в кафе, посредством которого Алёна передаёт в будущее свою фотографию, Андрей покупает цветы и идёт к ней домой, где узнаёт, что Алёна погибла.
За 15 минут до 2009 года в центре Москвы произошла массовая авария, в которой погибло несколько десятков человек — бензовоз врезался в автобус. Андрей в подавленном состоянии рассказывает об этом друзьям, и их мнения разделяются — Вадим категорически против спасения кого-либо, кроме Алёны, а Кот, наоборот, предлагает спасти всех, но позднее они приходят к согласию, что нужно провести расследование, а Андрей сообщает Алёне, что она погибнет в аварии, после чего и она впадает в депрессию.
В 2009 году начинается грандиозное расследование — Андрей с друзьями выясняют всё, что возможно выяснить про аварию и её жертв, вплоть до мельчайших подробностей — из-за пьяного водителя внедорожника Баринова, который вылетит на встречку, бензовоз занесёт и в него на полном ходу врежется автобус, вызвав взрыв. Попутно Алёна обсуждает с Ритой свои переживания по поводу будущей автокатастрофы и посредством телефона общается с Андреем, всё больше и больше привязываясь к нему.
К лету он пересылает ей в прошлое все собранные материалы по аварии вместе с видеосообщением для себя самого на случай, если прошлое изменится.
Алёна обсуждает со своими друзьями способы противодействия аварии, но все варианты отрицаются. По совету Андрея она подключает его друзей, предварительно убеждая их в том, что всё это правда. Сам же Андрей по причине нахождения в Австрии не сможет принять участие в операции. За три месяца до Нового года к операции подключается Данилов — бывший парень Алёны, и все вместе они готовятся к предотвращению аварии.
Вечером 31 декабря 2008 года начинается основной этап операции — Олечка должна обезвредить водителя бензовоза в костюме Красной шапочки, Рита и Кот должны остановить автобус на выезде с автобазы, Вадим и Пашка проникают в автобус в костюмах белочки и лося в случае если Рита не сможет остановить автобус, Макс и Данилов должны остановить Баринова, а Алёна будет находиться на месте аварии и выступать координатором операции.
Однако всё идёт наперекосяк с самого начала — Баринова не удаётся остановить до того, как он сядет в свою машину, из-за чего Данилов с Максом бросаются в погоню, Рита и Кот не смогли проколоть шины автобуса, а при попытке перегородить дорогу дорожной техникой терпят окончательное фиаско и под давлением инспекторов ДПС вынуждены пропустить автобус. Вадим вынужден прибегнуть к «экстренному плану» и захватить автобус, но они с Пашкой оказываются на обочине и замечают в автобусе Андрея, который из-за действий Риты опоздал на свой автобус, и при попытке поймать попутку ловят машину Баринова, которого благодаря нескоординированным действиям группы Данилова останавливает водитель автобуса, резким торможением вынудив того врезаться в автобус, а бензовоз с трудом останавливается на обледеневшей дороге, едва не сбив Андрея, выскочившего из автобуса. В конце концов Андрей и Алёна знакомятся вновь.
В конце фильма в салон МТС заходит официантка из кафе, и та же странная продавщица предлагает ей вместе с купленным телефоном бесплатный тариф «Новогодний».

## В ролях
| Актёр                   | Роль                             |
| ----------------------- | -------------------------------- |
| Максим Матвеев          | Андрей                           |
| Валерия Ланская         | Алёна                            |
| Светлана Суханова       | Рита                             |
| Борис Корчевников       | Пашка                            |
| Екатерина Маликова      | Маша                             |
| Евгений Славский        | Вадим                            |
| Роман Полянский         | Кот                              |
| Мирослава Карпович      | Олечка                           |
| Марк Богатырёв          | Макс                             |
| Стас Беляев             | Данилов                          |
| Лана Щербакова          | Вика                             |
| Татьяна Васильева       | странная женщина                 |
| Мария Аронова           | водитель автобуса                |
| Михаил Пореченков       | Виталий Баринов водитель джипа   |
| Дмитрий Дюжев           | водитель бензовоза               |
| Валерий Меладзе         | колоритный грузин                |
| Татьяна Орлова          | Матильда Генриховна              |
| Владимир Крылов         | парень в маске поросёнка         |
| Нонна Гришаева          | улыбчивая цветочница             |
| Юрий Цурило             | огромный мужик в автобусе        |
| Фёдор Добронравов       | добродушный водитель в автопарке |
| Анастасия Цветаева      | официантка в кафе                |
| Михаил Полицеймако      | инспектор ГИБДД                  |
| Александр Гришаев       | инспектор ГИБДД                  |
| Александр Чернявский    | инспектор ГИБДД                  |
| Сергей Дорогов          | дружинник                        |
| Галина Данилова         | пассажирка в автобусе            |
| Екатерина Копанова      | девочка в очках                  |
| Марианна Шульц          | продавец в магазине сувениров    |
| Анна Антоненко-Луконина | пожилая пассажирка               |
| Иван Доан               | студент консерватории            |

## Премия
В 2009 году фильм получил Главный приз IX Российского фестиваля кинокомедии «Улыбнись, Россия».

## Продакт-плейсмент МТС и судебные иски
Действие сцен фильма, когда герои получают телефон с тарифом «Новогодний», происходит в салоне сотовой связи МТС, что подтверждается логотипами компании, неоднократно появляющимися в кадре. Реальная компания Мобильные ТелеСистемы, организовавшая ко времени премьеры фильма предновогоднюю акцию, связанную со своим новым тарифом «Новогодний», поместила в фильме свою рекламу. Это обошлось компании в 11,3 миллиона российских рублей, выплаченных производителям фильма. Кроме того, кадры из фильма «Тариф „Новогодний“» были использованы в рекламном ролике МТС, показанном несколькими российскими телеканалами.
Актриса Татьяна Васильева, исполняющая роль женщины, продавшей главному герою телефон с тарифом «Новогодний» и присутствующая в рекламном ролике, в декабре 2009 года подала иск к МТС и телеканалам, показавшим этот ролик. Она заявила, что не давала согласия на съёмки в рекламе. Данное дело явилось первым в России судебным иском о скрытой рекламе в кино. Судебные разбирательства продлились до 2011 года, когда Арбитражный суд Москвы вынес решение в пользу телеканалов, ссылаясь, в частности, на то, что авторские права на кадры актрисе не принадлежат.